# Ilyas
Ilyas (إلياس) är en profet inom islam, han har nämnts i Koranen. I Bibeln är han känd som Elia (Eliyahu) eller Elias.